# Djuphav
Djuphav kallas de delar av världshaven som ligger så långt under ytan att knappt något eller inget solljus når ner. I princip börjar djuphavet redan på cirka 300 meters djup, men termen används oftare om djup större än 2 000 meter, även kallat den abyssala regionen. Cirka 60% av jordens yta och 90% av haven utgörs av djuphav.

## Djurliv
De flesta organismer på dessa djup är allätare och livnär sig framförallt på sjunkande organiskt material från området närmare ytan. Syre transporteras till djuphaven via termohalin cirkulation.

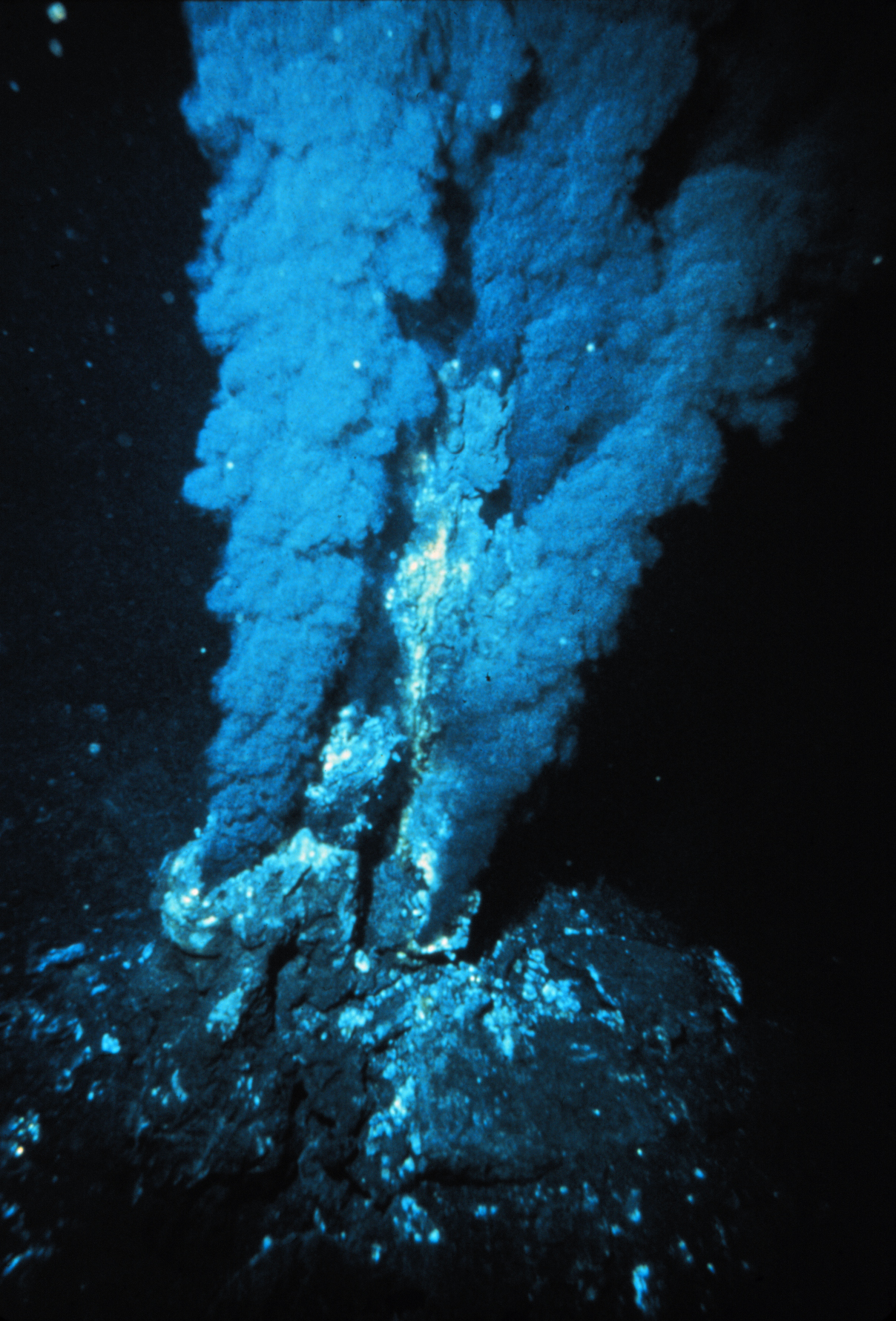
Vulkanisk aktivitet på havsbotten

På de stora djupen finns det även djur som utnyttjar energi från andra källor än de som ursprungligen kommer från fotosyntes i havens ytvatten. Så har man exempelvis i områden med vulkanisk aktivitet, där svavelhaltiga ämnen strömmar ut ur havsbottnen, hittar organismer som utnyttjar energin i svavelföreningarna. Organismer som kan använda denna typ av energikällor kallas kemoautotrofer.

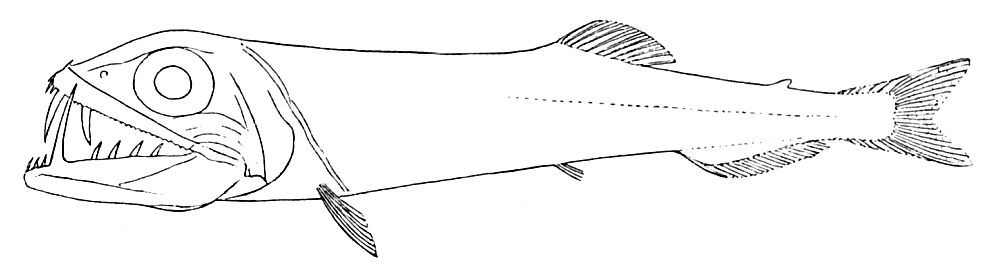
Djuphavsfisk (Omosudis lowii)

Fiskar som lever på stora djup har ofta betydligt större ögon än de som lever på djup där solens ljus når ner. Det är också vanligare att rovfiskar står still och väntar på byte än att de aktivt jagar.
Många av djuren i djuphaven har förmåga att själva alstra ljus genom bioluminiscens. Ljuset används av olika arter både för att kamouflera sig och för jakt. Vissa imiterar ljuset som kommer uppifrån på sin egen undersida för att lura rovdjur som vakar under, andra använder ljus för att imitera små bytesdjur för att på så sätt istället locka till sig byten.
För att öka chansen till fortplantning är många av djuphavens organismer hermafroditer. En annan, av många djuphavsarter använd metod för att säkra fortplantningen är att hannar uppträder som dvärgformer, som parasiterar på honan. Många arter som vid första undersökningen har bedömts vara hermafroditer har vid närmare undersökning avslöjat att de hanliga könsdelar som observerats i själva verket är en parasiterande hanne, som i stort sett reducerats till enbart ett hanligt könsorgan.

## Djuphavsbotten
Djuphavsbotten har mycket gemensamt med de ovan liggande pelagialerna, Abysso och Hadespelagialen. Trycket är konstant högt, temperaturen relativt låg och föda är det ont om. Dock finns det mer föda nere på botten än uppe i de fria vattenmassorna.
Definitionen av djuphav varierar lite mellan olika författare. Det vanligaste är dock att man avser det hav som ligger utanför kontinentalsocklarna. Totalt upptar djuphaven cirka 270 miljoner km².

## Utforskning
Eftersom förhållandena i djuphaven är svåra är dessa områden bland de mest outforskade på jordens yta. Framförallt är det det höga trycket som komplicerar och fördyrar utforskning. De expeditioner som görs använder sig av obemannade och i vissa fall bemannade ubåtar eller t.ex. fasta agnade kamerastationer. Nya arter upptäcks ofta i samband med expeditioner. På grund av svårigheterna är kunskaperna om djuphaven begränsade.   